# Czesław Broda
Ks. Czesław Broda  (ur. 5 lutego 1885 w Słocinie, obecnie dzielnica Rzeszowa, zm. 12 grudnia 1940 w KL Dachau) – Sługa Boży Kościoła katolickiego, polski ksiądz, męczennik, dziekan, administrator, proboszcz parafii w Leżajsku i wiceprezes Zarządu Okręgowego Stronnictwa Narodowego w Rzeszowie, kanonik honorowy kapituły katedralnej w Przemyślu (od 1927).

## Życiorys

### Kapłaństwo
Święcenia kapłańskie przyjął 24 czerwca 1909 w Przemyślu. 15 grudnia 1911 przybył do Woli Raniżowskiej (parafia Raniżów), jako stały katecheta i rozpoczął starania o budowę kościoła. Dzięki temu w 1913 zbudowano cegielnię i w 1914, a 26 lipca 1914 położono kamień węgielny i rozpoczęto prace przy budowie kościoła.
Gdy wybuchła I wojny światowej wcielono go do wojska i budowa kościoła została przerwana.
W 1916 ks. Czesław Broda zdemobilizowany jako inwalida, powrócił i podjął dalsze prace przy wznoszeniu nowego kościoła.
Przyczynił się do tego, że parafia Wola Raniżowska została erygowana 12 marca 1919 pismem św. bpa Pelczara z dnia 28 lutego 1919. 13 czerwca 1921 ks. Czesław przeniesiony został do Leżajska i od 1925 został tam proboszczem. Od 1927 został kanonikiem honorowym kapituły katedralnej w Przemyślu, a od 1929 dziekanem dekanatu leżajskiego. Na przełomie lat 20. i 30. był wiceprezesem Zarządu Okręgowego Stronnictwa Narodowego w Rzeszowie. Jako dziekan leżajski ks. Czesław Broda dokonywał poświęceń nowych świątyń. Gdy przybył nowy proboszcz, do Białobrzegów koło Leżajska ks. Jan Latawiec, i wyposażył kościół w niezbędne urządzenia, dokonał poświęcenia tamtejszej świątyni. Był opiekunem wiernych w pobliskich parafiach m.in. w parafii Dębnie od 1935 do 1940. Był katechetą i pedagogiem, który uczył nie tylko religii, ale jako wiceprezes ZO SN uczył też miłości do Ojczyzny.
Wiosną 1939 wybrany został do Rady Miasta w Leżajsku.

### Ostatnie miesiące życia
Kiedy rankiem 13 września 1939 do Leżajska wkroczyły oddziały niemieckiej 28 Dywizji Piechoty oraz 8 Dywizji Piechoty i rozpoczęto tworzenie struktur okupacyjnej władzy, ogłoszona została lista zakładników. Znalazł się na niej m.in. i ks. Czesław Broda.
Po pierwszym aresztowaniu wypuszczono go na krótko. Kolejna akcja okupanta miała miejsce w 23 lipca 1940 Gestapo aresztowało wtedy nie tylko ks. Czesława Brodę, ale i płk. Stanisława Eustachiewicza (1883–1948). Ks. Czesław Broda więziony był w Jarosławiu i Tarnowie, skąd po dwóch tygodniach został wywieziony do niemieckiego obozu koncentracyjnego Sachsenhausen (KL).
3 września 1940 przewieziono go do Dachau (KL) i zarejestrowany został z numerem obozowym 18218. W czasie pobytu w obozie, do którego przewieziono wielu polskich księży, poddawany był okrutnym represjom ze strony hitlerowskich strażników. Nieludzkie traktowanie, bicie, głodzenie i niewolnicza praca sprawiły, że siły księdza się wyczerpały. Zmarł, jak zapisano w aktach, na ciężkie zapalenie płuc w wieku 55 lat.

### Beatyfikacja
Ks. Czesław Broda zaliczony jest do drugiej grupy polskich męczenników z okresu II wojny światowej, których proces beatyfikacyjny rozpoczął się 17 września 2003 roku.